# Andrej Lavrent'ev
Andrej Lavrent'ev (6 ottobre 1882 – Leningrado, 15 aprile 1935) è stato un attore sovietico.

## Filmografia parziale

### Attore
- Tret'ja molodost' (1928)
- Slava mira (1932)
- Gorod v stepi (1932)

## Premi
- Artista onorato della RSFSR